# Automobilpalatset, Jönköping

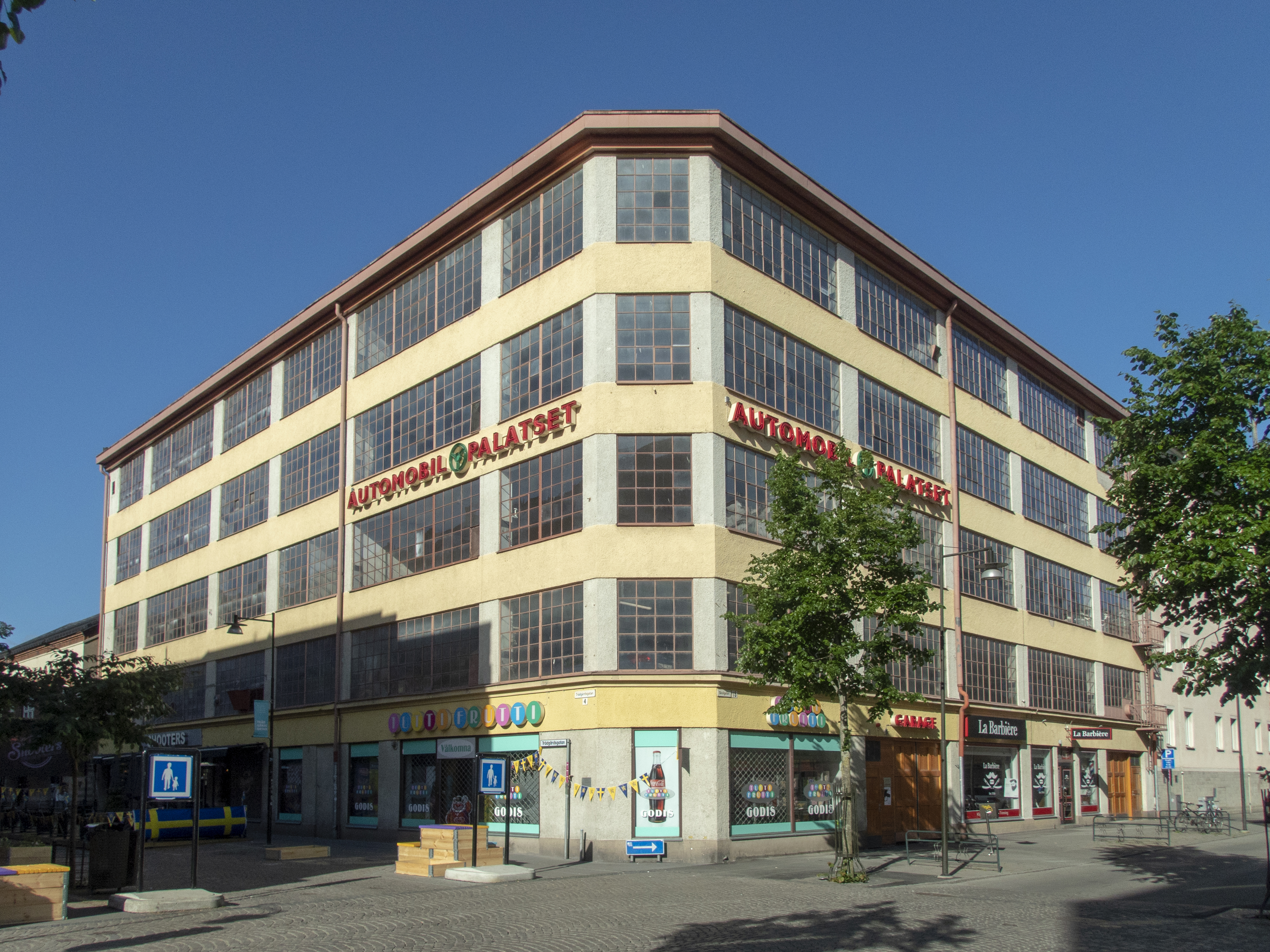
Automobilpalatset, Jönköping, 2018.

Automobilpalatset kallas en kulturhistoriskt värdefull byggnad i kvarteret Harpan i hörnet Trädgårdsgatan 4 / Skolgatan 15 i Jönköping, Jönköpings kommun. Automobilpalatset färdigställdes 1930 och var då ett av Sveriges första parkeringshus. Fastigheten Harpan 2 är sedan 2001 ett lagskyddat byggnadsminne.

## Historik

### Bakgrund
Automobilpalatset uppfördes 1930 för Philipssons Automobil AB. Initiativtagare var företagets direktör Gunnar V. Philipson som några år tidigare lät bygga Automobilpalatset i Stockholm. I slutet av 1920-talet beslöt dotterbolaget i Jönköping, Philipsons i Jönköping Bil AB, att låta bygga en liknande anläggning i Jönköping. Liksom i Stockholm låg focus på uthyrbara långtids- och korttidsgarageplatser för företag och privatpersoner. Förutom parkering skulle det erbjudas fullservice för bilar, bensinstation samt utställningshallar och bilförsäljning. Ett bygge av denna storlek förföll vid denna tidpunkt vanskligt, men konceptet visade sig framsynt och ekonomiskt riktig.

### Byggnadsbeskrivning

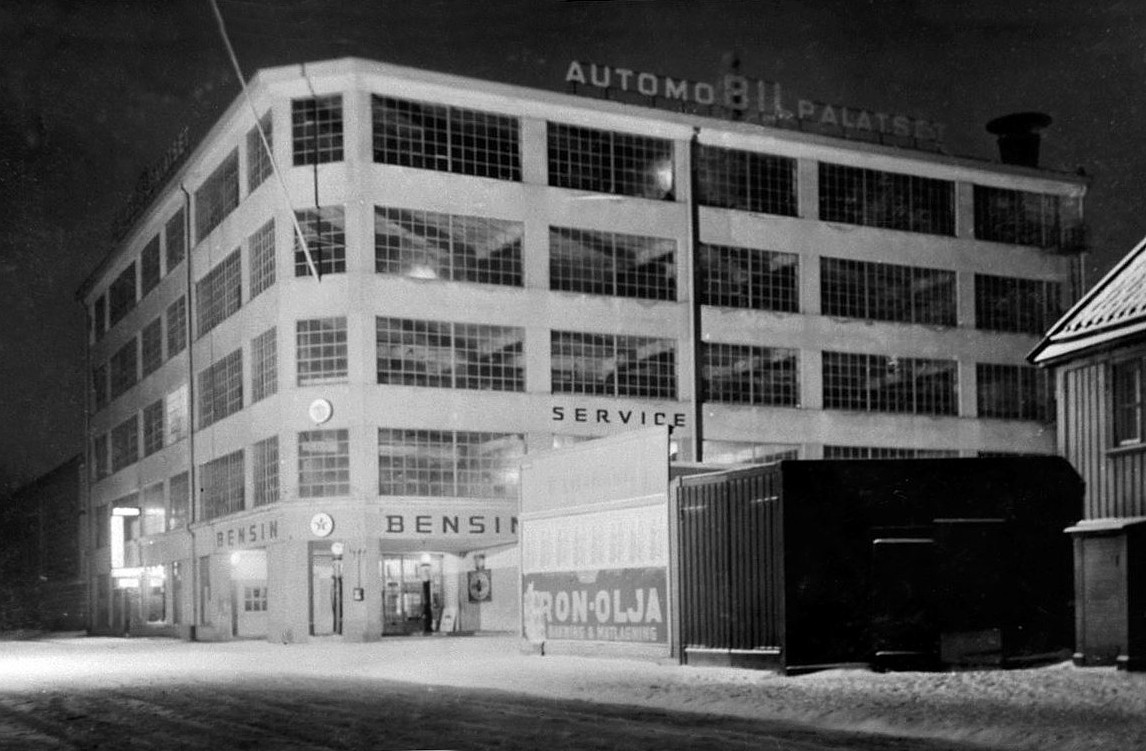
Automobilpalatset på 1930-talet.

Automobilpalatset ritades av byggnadsingenjör Birger Lindström från Jönköping. Huset fick ett funktionalistiskt yttre och var det första i denna arkitekturstil som uppfördes i staden. Den bärande stommen utgjordes av armerad betong. Huset fick fem våningar samt källare. De gjutna bjälklagen bars upp av betongpelare i fasaden och inne i byggnaden. Fasaderna dominerades av stora industrifönster med stålspröjsar som gav, och fortfarande ger, byggnaden dess karaktär. Yttertaket utfördes flackt med svagt fall och sockeln kläddes med huggen granit. 
Parkeringsdäcken utgjordes av nio halvplansförskjutna våningar med körramper däremellan. Inkörsportarna till garaget anordnades från Skolgatan. Byggnadens ursprungliga planlösning är till stora delar intakt. I byggnadens östra del finns ett trapphus med ursprunglig hiss, som går genom samtliga våningar. Butiksfasaderna i bottenvåningen är idag delvis förändrade. Vid invigningen inrymde byggnaden utställnings- och försäljningslokal för bilar, reservdelsbutik samt bensinstation i bottenvåningen och varmgarage för drygt 280 bilar i de övre planen och i källaren. Med tiden utvidgades verksamheterna. 
I dag finns andra affärsverksamheter i gatuplan, resterande våningar står delvis tomma och är slitna. Efter rivningshot byggnadsminnesmärktes huset år 2001. Automobilpalatset ägs av kommunen.

## Ursprungsritningar

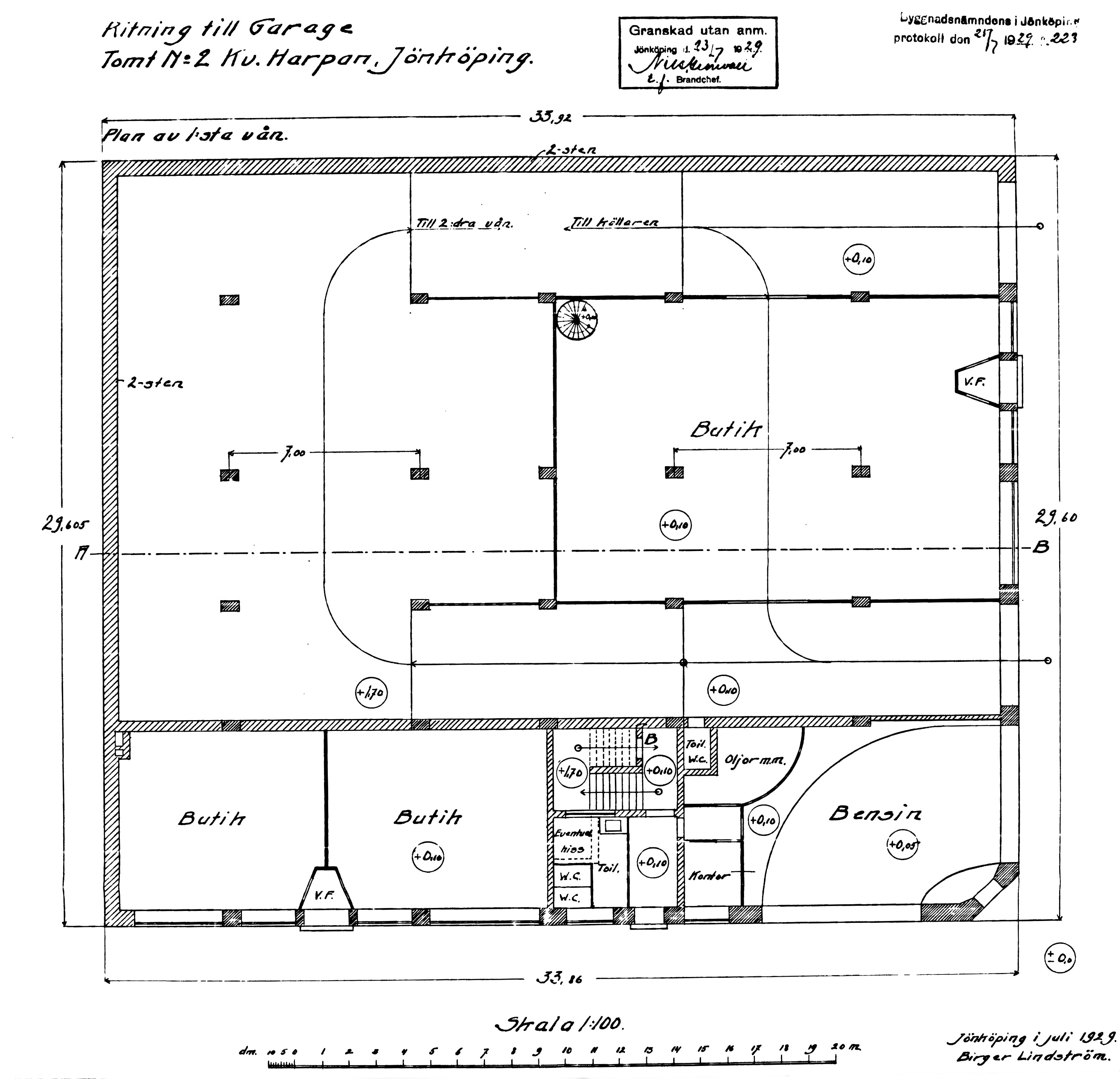
Bottenvåning.
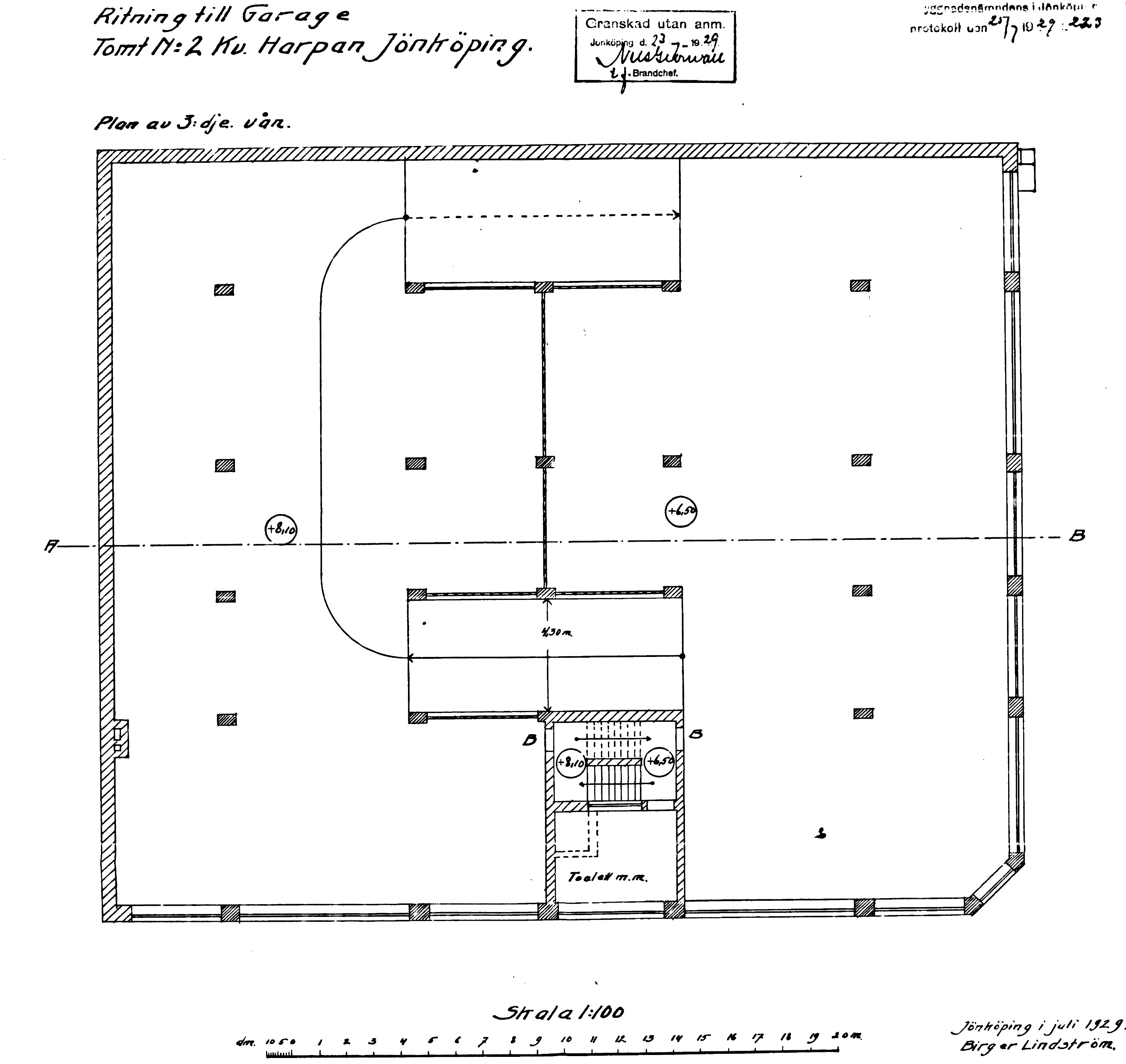
Ett av våningsplanen.
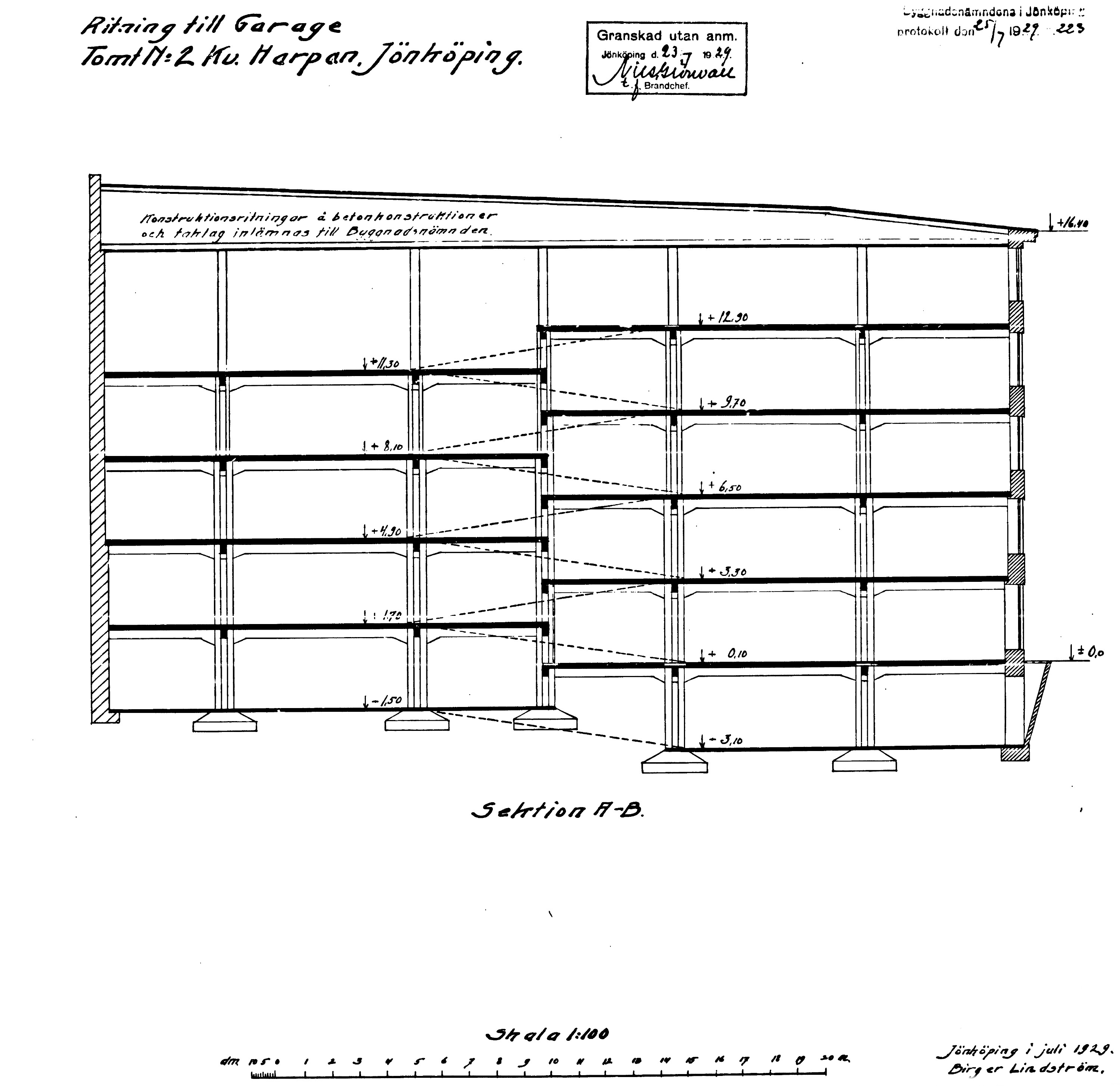
Sektion.
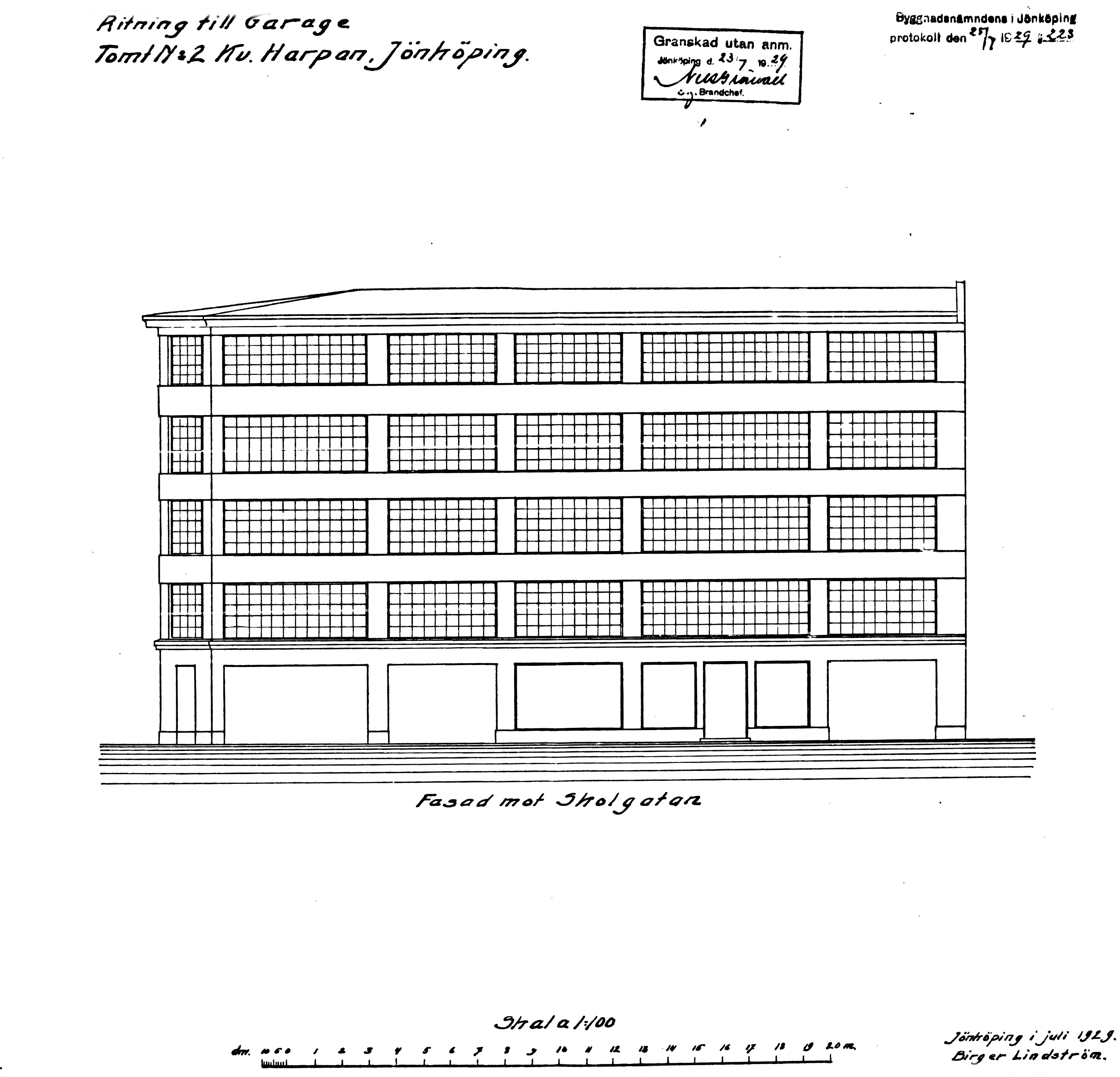
Fasad mot Skolgatan.
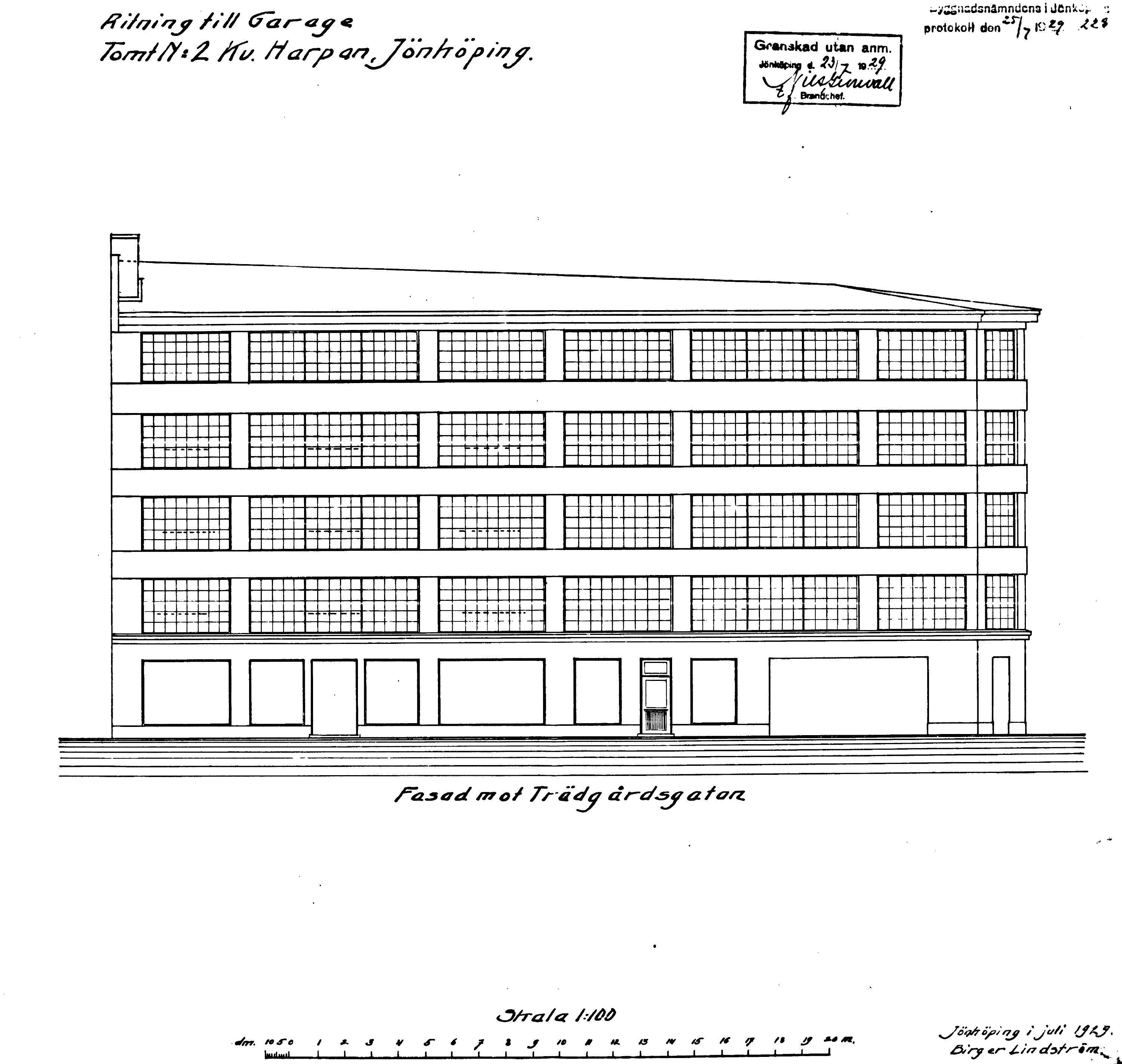
Fasad mot Trädgårdsgatan.